# N937 (België)
De N937 is een gewestweg in de Belgische provincie Namen. Deze weg vormt de verbinding tussen Yvoir en Ciney. 
De totale lengte van de N937 bedraagt ongeveer 20 kilometer.

## Plaatsen langs de N937
- Yvoir
- Évrehailles
- Purnode
- Dorinne
- Spontin
- Senenne
- Braibant
- Halloy
- Ciney